# Anisozyga rufipunctata
Anisozyga rufipunctata är en fjärilsart som beskrevs av W. Warren 1903. Anisozyga rufipunctata ingår i släktet Anisozyga och familjen mätare. Inga underarter finns listade i Catalogue of Life.